# Mîkolaiivka, Dobrovelîcikivka
Mîkolaiivka (în ucraineană Миколаївка) este localitatea de reședință a comunei Mîkolaiivka din raionul Dobrovelîcikivka, regiunea Kirovohrad, Ucraina.

## Demografie
Componența lingvistică a localității Mîkolaiivka
     Ucraineană (97,74%)
     Română (1,29%)
     Alte limbi (0,97%)
Conform recensământului din 2001, majoritatea populației localității Mîkolaiivka era vorbitoare de ucraineană (97,74%), existând în minoritate și vorbitori de română (1,29%).